# Brighter Than a Thousand Suns
Brighter Than a Thousand Suns – szósty album angielskiego postpunkowego zespołu Killing Joke. Pierwotnie został wydany w roku 1986 na LP, płycie CD oraz kasecie magnetofonowej przez E.G. Records. Płyta CD oraz wydanie kasetowe zawierało trzy dodatkowe utwory.
Na prośbę zespołu, odnowione wydanie z roku 2008 zawiera utwory zmiksowane przez Chrisa Kimseya w miejsce pracy dokonanej przez Juliana Mendelsohna, która jest zawarta na pierwotnym wydaniu albumu. Wersja z 2008 roku zawiera także o jeszcze trzy utwory więcej od poprzednich wydań. Między nimi, jest to utwór Ecstasy ze strony B jednej z wersji singla Adorations.

## Spis utworów
Wszystkie utwory autorstwa Coleman/Ferguson/Raven/Walker.
1. "Adorations" – 4:43
2. "Sanity" – 4:44
3. "Chessboards" – 5:54
4. "Twilight of the Mortal" – 4:15
5. "Love of the Masses" – 4:40
6. "A Southern Sky" – 4:39
7. "Victory"* – 7:11
8. "Wintergardens" – 5:24
9. "Rubicon" – 7:03
10. "Goodbye to the Village"* – 5:27
11. "Exile"* – 6:38

Utwory oznaczone asteriskiem (*) zostały wydane tylko na płycie CD oraz kasecie magnetofonowej. Oprócz tego kaseta magnetofonowa ma zmienioną kolejność utworów w następujący sposób:
1. "Adorations"
2. "Sanity"
3. "Chessboards"
4. "Goodbye to the Village"
5. "Wintergardens"
6. "Twilight of the Mortal"
7. "Love of the Masses"
8. "A Southern Sky"
9. "Victory"
10. "Exile"
11. "Rubicon"

wydanie CD z roku 2008:
1. "Adorations" – 4:28
2. "Sanity" – 4:15
3. "Chessboards" – 5:47
4. "Twilight of the Mortal" – 4:14
5. "Love of the Masses" – 6:07
6. "A Southern Sky" – 4:38
7. "Victory" – 3:57
8. "Wintergardens" – 5:32
9. "Rubicon" – 6:35
10. "Goodbye to the Village" – 5:17
11. "Exile" – 6:27
12. "Ecstasy" – 4:10
13. "Adorations (Supernatural Mix)" – 6:39
14. "Sanity (Insane Mix)" – 6:15

## Skład zespołu
- Jaz Coleman - śpiew, syntezatory
- Kevin "Geordie" Walker - gitara
- Paul Raven - gitara basowa
- Paul Ferguson - perkusja, śpiew